# Боруто
«Боруто» (яп. BORUTO) — манга, направленная на подростков, сиквел манги «Наруто», созданная мангакой Масаси Кисимото, художником Микио Икэмото и сценаристом Укё Кодати, которого после 52 главы сменил Масаси Кисимото. Главным героем здесь выступает сын Хинаты Хюга и Наруто Удзумаки, Боруто Удзумаки. 
Началась манга под названием Boruto: Naruto Next Generations (яп. BORUTO -NARUTO NEXT GENERATIONS-, букв. «Боруто: Следующие поколения Наруто»), которая выпускалась с 9 мая 2016 года по 10 июня 2019 года в еженедельном журнале Shonen Jump издательства Shueisha, а позже с 20 июля 2019 года в ежемесячном журнале V Jump того же издательства. В апреле 2023 года завершилась первая часть истории, и после короткого перерыва сюжет продолжился во второй части под названием Boruto: Two Blue Vortex (яп. BORUTO -TWO BLUE VORTEX-, букв. «Боруто: Два синих вихря») 21 августа того же года.
Премьера аниме-экранизации первой части манги производства студии Studio Pierrot состоялась 5 апреля 2017 года. Выход последней серии первой части состоялся 26 марта 2023 года. Вторая часть находится в работе.

## Медиа

### Манга
Манга, написанная Укё Кодати и проиллюстрированная Микио Икэмото, начала свою публикацию в двадцать третьем выпуске журнала Weekly Shonen Jump издательства Shueisha 9 мая 2016 года. Выпуск осуществляется под контролем создателя оригинальной серии, Масаси Кисимото. По состоянию на июнь 2023 года было опубликовано 20 томов.
С 52 главы Укё Кодати покинул пост сценариста. Официальный пост в Твиттере сообщил, что дальнейшие главы будут написаны самим Масаси Кисимото без замены художника.

### Аниме
На Jump Festa 17 декабря 2016 года было объявлено о том, что серия получит новый аниме-проект. Как позже было подтверждено, им оказалась адаптация манги BORUTO-ボルト- NARUTO NEXT GENERATIONS. Аниме-сериал был срежиссирован Нориюки Абэ и Хироюки Ямаситой под руководством создателя серии, Укё Кодати (до 3 октября 2021 года), сценарий написал Макото Уэдзу, производством занималась студия Studio Pierrot, за дизайн персонажей отвечали Тэцуя Нисио и Хирофуми Судзуки, а композиторами стали Ясухару Таканаси и -yaiba-. Премьера состоялась 5 апреля 2017 года на телеканале TV Tokyo, а выход последней серии первой части состоялся 26 марта 2023 года. Вторая часть находится в разработке.

#### Музыка
| Вступительные заставки | Вступительные заставки | Вступительные заставки                                                            | Вступительные заставки   | Вступительные заставки |
| №                      | Серии                  | Название                                                                          | Исполнитель(и)           |                        |
| ---------------------- | ---------------------- | --------------------------------------------------------------------------------- | ------------------------ | ---------------------- |
| 1                      | 001—026                | «Baton Road» (яп. バトンロード Батон ро:до)                                       | KANA-BOON                |                        |
| 2                      | 027—051                | «OVER» (яп. オーバー О:ба:)                                                       | Little Glee Monster      |                        |
| 3                      | 052—075                | «All In The Game»                                                                 | Qyoto                    |                        |
| 4                      | 076—100                | «Lonely Go!»                                                                      | Brian the Sun            |                        |
| 5                      | 101—126                | «Golden Time» (яп. ゴールデンタイム Го:рудэн Таиму)                               | Fujifabric               |                        |
| 6                      | 127—150                | «Teenage Dream» (яп. ティーンエイジドリーム Ти:нэйдзи дори:му)                    | Мива                     |                        |
| 7                      | 151—180                | «Starting Growing» (яп. はじまっていく たかまっていく Хадзиматтэику такаматтэику) | Sambomaster              |                        |
| 8                      | 181—205                | «Baku»                                                                            | Ikimono-gakari           |                        |
| 9                      | 206—230                | «Gamushara» (яп. 我武者羅 Гамусяра)                                               | CHiCO with HoneyWorks    |                        |
| 10                     | 231—255                | «GOLD»                                                                            | FLOW                     |                        |
| 11                     | 256—281                | «Kirarirari»                                                                      | KANA-BOON                |                        |
| 12                     | 282—293                | «Shukuen»                                                                         | Asian Kung-Fu Generation |                        |

Закрывающие композиции:
- 1. «Dreamy Journey» (яп. ドリーミージャーニー Дори:ми: дзя:ни:) исполнили the peggies[10][11] (1–13 серии)
- 2. «Goodbye Moon Town» (яп. サヨナラムーンタウン Саёнара Му:н Таун) исполнили группа Scenario Art[яп.][12] (14–26 серии)
- 3. «I Keep Running» (яп. 僕は走り続ける Боку ва хасирицудзукэру) исполнили MELOFLOAT[яп.][13] (27–39 серии)
- 4. «Telegraph Soul» (яп. デンシンタマシイ Дэнсин тамасии) в исполнении Game Jikkyosha Wakuwaku Band[яп.] (40–51 серии)
- 5. «Beauties of Nature» (яп. 夢鳥風月 Катё: фу:гэцу) в исполнении Coala Mode[яп.] (52–63 серии)
- 6. «Leika» (яп. ライカ Раика) в исполнении Bird Bear Hare and Fish[яп.] (64–75 серии)
- 7. «Polaris» (яп. ポラリス Порарису) исполнила группа Hitorie[яп.] (76–87 серии)
- 8. «Tsuyogari Loser» (яп. 強がりLOSER) исполнила группа ЯeaL[яп.] (88–100 серии)
- 9. «Ride or Die» исполнила группа Sky Peace[яп.] (101–113 серии)
- 10. «The Incomplete Lights» (яп. 未完成な光たち Микансэй на хикаритати) исполнила Харука Фукухара[яп.] (114–126 серии)
- 11. «Wish on» исполнила группа LONGMAN[яп.] (127–138 серии)
- 12. «Fireworks» исполнила группа FlowBack[яп.] (139–150 серии)
- 13. «Maybe I» исполнила группа Seven Billion Dots (151–167 серии)
- 14. «Central» (яп. セントラル Сэнторару) исполнила Ами Сакагути (168–180 серии)
- 15. «Answers» исполнила группа Mol-74 (181–192 серии)
- 16. «Sign That You Were There» (яп. キミがいたしるし Кими га ита сируси) исполнила halca (193–205 серии)
- 17. «Who are you?» исполнила группа PELICAN FANCLUB (206–218 серии)
- 18. «Prologue» исполнила группа JO1 (219–230 серии)
- 19. «VOLTAGE» исполнила Anly[яп.] (231–242 серии)
- 20. «Twilight Fuzz» исполнила группа THIS IS JAPAN (243–255 серии)
- 21. «Bibōroku» исполнила группа Lenny code fiction (256–268 серии)
- 22. «Ladder» исполнила Anonymouz (269–281 серии)
- 23. «Mata ne» исполнила группа Humbreaders (282–293 серии)